# Von Belcredi
Von Belcredi (ook: Von Andrian-Belcredi) is een uit Lombardije afkomstig, later Oostenrijks adelsgeslacht.

## Geschiedenis
De oudste vermelding van een lid van het geslacht betreft Uberto de Belcredi die in een oorkonde in 1226 wordt genoemd. De bewezen stamreeks van de tak Montalto is Riccardo die in 1353 wordt vermeld. In 1721 werd de titel van markies toegekend, in 1769 de grafelijke titel in Bohemen. Een van de bekendste leden van het geslacht is Richard Graf von Belcredi (1823-1902), minister-president van Oostenrijk.

## Enkele telgen
Richard Graf von Belcredi (1823-1902), minister-president van Oostenrijk
- Ludwig Graf von Belcredi, heer van Líšeň (Brno) (1856-1914), Rijksraad van Oostenrijk
  - Karl Graf von Belcredi, heer van Líšeň (1893-1972)
    - Louis Graf von Belcredi (1921-1981)
      - Karel Graf von Belcredi, medeheer van Líšeň en Jimramov (1950), arts
      - Ludvik Graf von Belcredi, medeheer van Líšeň en Jimramov (1954), archeoloog

    - Marie-Therese Gräfin von Belcredi (1922-1978); trouwde in 1949 Johann prins von Lobkowicz (1920-2000), die hertrouwde met Pauline gravin d'Ursel (1928), bewoners van het château de Breuilpont
    - Hugo Graf von Andrian-Belcredi, medeheer van Jimramov (1923), in 1934 geadopteerd door Leopold Freiherr von Andrian-Werburg (1875-1951), Oostenrijks diplomaat en schrijver, lid van de familie Von Andrian-Werburg, waarna hij de naam Von Andrian-Belcredi aannam
    - Richard Graf von Belcredi, heer van Prostějov (1926), journalist en Tsjechisch diplomaat; trouwde in 1952 met Mabile prinses Rohan (1924-1982), dochter van Alain vorst de Rohan, 13e hertog van Montbazon en Bouillon (1893-1976)

  - Heinrich  Graf von Belcredi (1895-1975), jurist
    - Carl Graf von Belcredi (1939), journalist

## Afbeeldingen

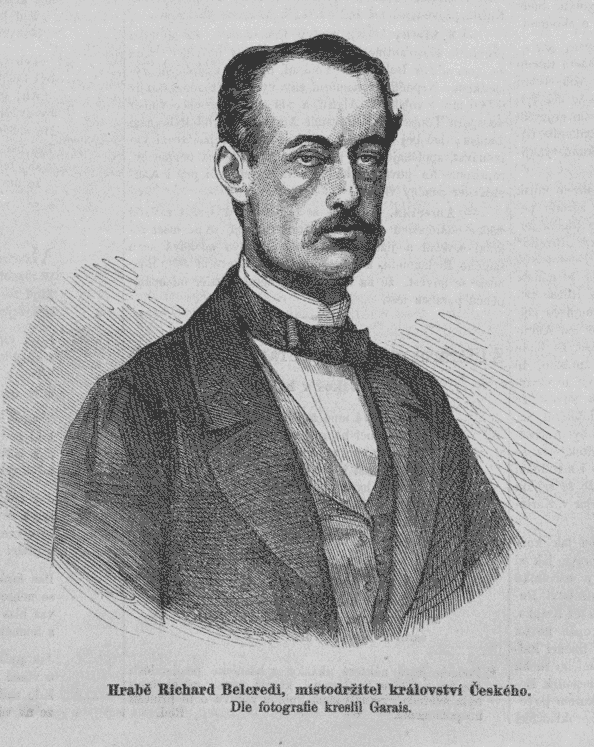
Richard von Belcredi (1823–1902) portret uit 1864
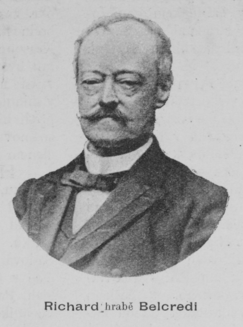
Richard von Belcredi (1823–1902) portret uit 1897
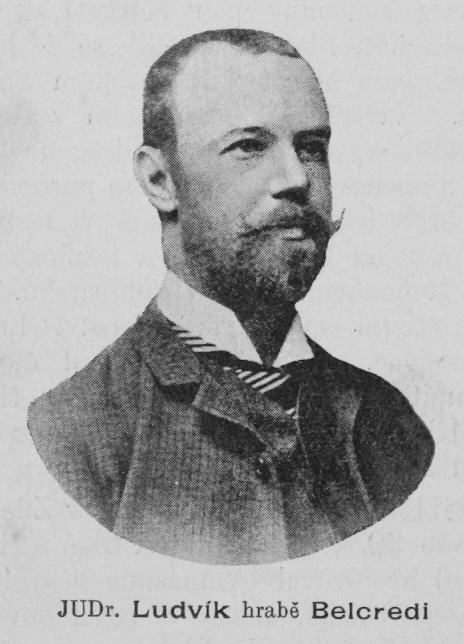
Ludvík Egbert von Belcredi (1856–1914)
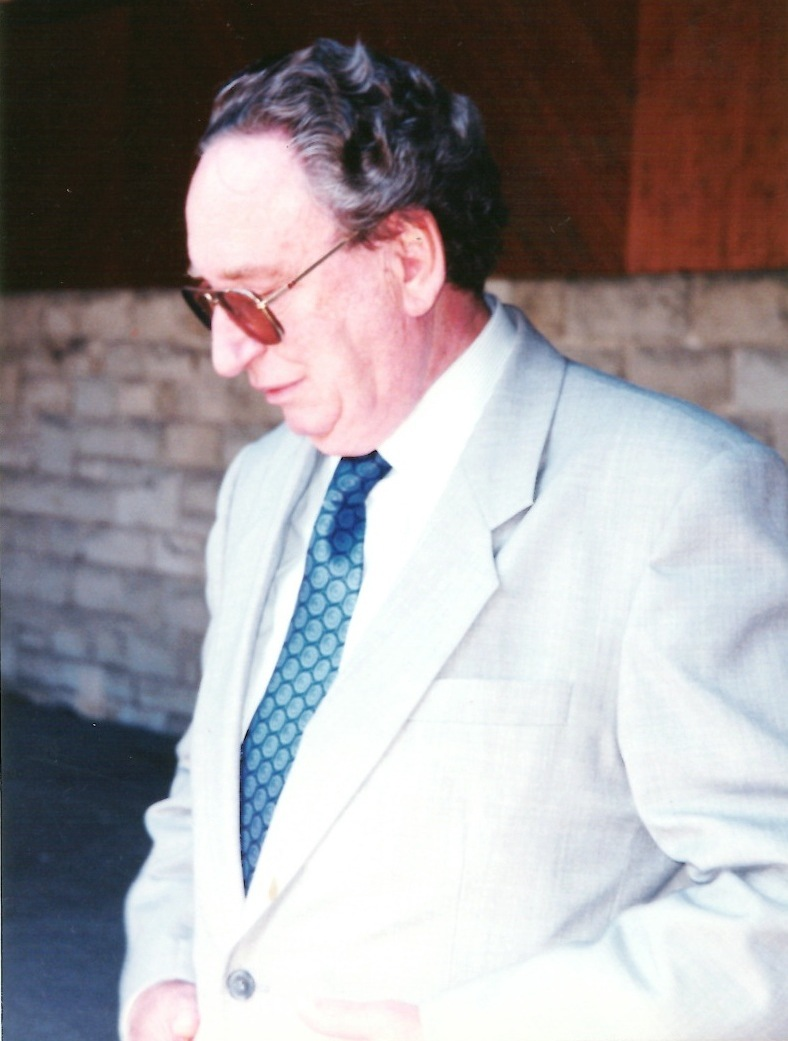
Richard von Belcredi (1926)